# José Álvarez Huerta
José Álvarez Huerta (Santisteban del Puerto, 22 ottobre 1946) è un ex calciatore spagnolo.

## Carriera
In attività giocava come attaccante. Ha giocato per quasi tutta la propria carriera in Primera División. Conta una presenza con la nazionale olimpica spagnola.